# 离散偶极近似
离散偶极近似（Discrete Dipole Approximation DDA）是一种用来求解物体散射电磁波的计算方法。它使用大量偶极子组成的阵列来模仿连续的物体，通过求解这些偶极子在入射电磁波照射下的极化度来获得物体吸收、散射电磁波的性质。

## 基本概念
在电动力学的框架内，求解物体对电磁波的吸收、散射情况，实质上是计算物体内部和周围空间的电磁场分布。理论上，有介质存在情况下的电磁场分布可以通过求解麦克斯韦方程组获得。然而，由于麦克斯韦方程组的复杂性，它只能在具有独特对称性的体系中求得解析解。那么，对于一般形状的物体，通常采用数值方法近似求解其周围电磁场分布。离散偶极近似就是这样一种方法，它假设物体的电磁波散射特性是由其电子对于入射电磁波的反馈作用形成——电子在电磁波的作用下发生受迫振动，而与其正电荷中心分离形成振荡电偶极，它们在振动时能够辐射电磁波并作用于其它电偶极。进一步，设想物体是由大量的电偶极组成，则由电动力学理论可以建立起描述所有偶极子相互影响的线性方程组，求解该方程组获得偶极电磁场。最后，把所有偶极的电场作用叠加后就获得了整个物体内部以及周围空间的电磁场。

## 发展历程
1964年，Howard DeVoe在其论文中建立了DDA方法的基本框架。DeVoe发展出一种经典物理模型，该模型可以由单体（比如分子）的光学性质出发求解出聚集体（比如分子晶体）的光学性质。DeVoe认为，如果求出聚集体的总偶极矩，就可以导出其折射率和消光系数等性质。为此，需要将所有的分子偶极矩叠加从而获得总偶极矩。然而，分子偶极矩是由入射电磁波诱导产生，同时这些分子偶极还会产生电场，进一步影响其它分子偶极。那么，分子偶极矩中就包含了入射电场和其它偶极电场两部分，由此可以建立起包含所有偶极矩的线性方程组加以求解。DeVoe奠定了由偶极间相互作用求解物体光学性质的方法。但是，该论文中描述偶极间电场作用时使用的是电偶极的静电场表达式，而非振荡偶极子的电场。
1973年，Purcell在其论文中确立了DDA方法的基本原理并计算了任意形状颗粒的光散射特性。
他是在关于星际尘埃散射星光的研究中发展出这一方法的，因而并未引用DeVoe的研究成果。然而，相比较DeVoe旨在建立一种经典物理的模型来描述单体与聚集体光学性质之间的关系，Purcell则明确了DDA方法的一些基本概念，以及它用于计算颗粒光散射的用途。他首先提出使用3维的偶极子阵列模拟颗粒的散射行为，并且采用振荡偶极子的电磁波公式描述偶极子电场的影响，相比与DeVoe更为准确。其次，Purcell通过Clausius-Mossotti关系式确定了偶极阵列中偶极子极化率(polarizability) {\displaystyle \alpha } 与颗粒材料的介电常数 {\displaystyle \epsilon } 的关系（DeVoe使用分子消光系数导出分子偶极极化率）。由此求出极化率就解决了DDA方法中的基本问题：偶极矩与局部电场之间的数值关系。这样就能够构建描述偶极矩之间关系的线性方程组 {\displaystyle {\boldsymbol {P}}_{i}=\alpha {\boldsymbol {E}}_{i}} 。最后，他设计了一个递推关系求解该方程组，并且根据电动力学原理求出颗粒的吸收系数和消光系数。
下面主要以Draine编写的软件DDSCAT为例，结合他的研究工作，介绍DDA方法的发展过程。
1988年，Draine在其论文中对DDA方法做出了几项重要改进（使用Fortran语言编写了计算程序，成为后来的DDSCAT）。首先，Draine认为Clausius-Mossotti关系式描述的是静电场环境下极化度与介电常数的关系，并不完全适用于电磁波条件。因此，他引入radiation reaction对其进行了修正。其次，通过分析计算结果关于偶极子阵列粒度的变化情况，他提出了DDA方法的误差表达式，确定了偶极子数量N的取值标准。最后，Draine采用复数共轭梯度算法迭代求解偶极矩方程组，获得更好的收敛性。
1991年，Goodman等人在论文中指出，当偶极子阵列具有空间周期性时，复数共轭梯度算法中的矩阵乘法实质上是卷积运算，因此可以使用快速傅立叶变换(Fast-Fourier Transform FFT)技术对其加速，节省运算时间。作者在其DDSCAT软件中加入了这一功能并对其时间复杂性进行了研究。
1993年，Draine与Goodman指出使用Lattice Dispersion Relation (LDR)关系描述偶极子极化度能够使DDA方法的解与mie散射的结果更为接近，因而取代了Clausius-Mossotti plus radiative reaction (CMRR)。
2008年，Draine与Flatau对DDA方法进行了改进，使其可以计算二维周期性结构或者一维无限长物体的散射，扩展了DDA方法的应用范围。
此外，Yurkin和Maltsev在其文章中分析了DDA方法的误差与偶极间距d的关系。作者从电磁场散射理论出发，推导出偶极离散化误差的表达式，同时分析了正方体偶极阵列和实际散射体形状差别造成的误差。
2007年，Penttila等人发表文章，从计算速度、内存消耗等方面比较了SIRRI、DDSCAT、ADDA、ZDD这4种DDA软件各自的优劣。
2007年，Yurkin和Hoekstra发表综述，对DDA方法进行了较为全面的总结，涵盖了基本原理，计算方法，求解技术的诸多方面的研究成果和发展。

## 理论推导
实质上，DDA方法是电磁散射公式积分形式的离散化表达。